# Eleccions al Consell Insular de Menorca de 2011
Les eleccions al Consell Insular de Menorca de 2011 varen ser les segones eleccions al Consell Insular de Menorca, celebrades el 22 de maig de 2011. Tenien dret de vot tots els ciutadans majors de 18 anys empadronats a Menorca. Aquestes eleccions es feren simultàniament amb les eleccions al Parlament de les Illes Balears i les eleccions municipals espanyoles de 2011.

## Candidatures
Totes les candidatures van ser presentades a la Junta Electoral Central escaient i aprovades. A més, van ser publicades al Butlletí Oficial de les Illes Balears (BOIB).
| Candidatura | Candidatura                                        | Cap de llista                 |
| ----------- | -------------------------------------------------- | ----------------------------- |
|             | Partit Socialista de Menorca (PSM)                 | Maite Salord Ripoll           |
|             | Partit Popular (PP)                                | Santiago Tadeo Florit         |
|             | Esquerra de Menorca-Esquerra Unida (EM-EU)         | Jesús Barrasa Aceituno        |
|             | Unió Menorquina (UMe)                              | Irene Coll Florit             |
|             | Unió, Progrés i Democràcia (UPyD)                  | Palmer Carretero Vilches      |
|             | Partit Socialista de les Illes Balears (PSIB-PSOE) | Marc Pons Pons                |
|             | Unió des Poble de Ciutadella de Menorca (UPCM)     | Manuel Félix Campos Santaella |
|             | Els Verds de Menorca (VERDS)                       | Rafael Muñoz Campos           |
|             | Ciudadanos en Blanco (CenB)                        | Guillermo Alonso de Armiño    |

## Enquestes d'opinió
| Enquesta                                      | PP  | PSIB-PSOE | PSM | EM - EU | Altres |
| --------------------------------------------- | --- | --------- | --- | ------- | ------ |
| Ultima Hora(9/2010)                           | 44% | 37%       | 9%  |         | 8%     |
| Projecció d' escons                           | 6   | 6         | 1   |         |        |
| Ultima Hora(12/2010)                          | 44% | 38%       | 8%  | 3%      | 10%    |
| Projecció d'escons                            | 6   | 6         | 1   | 0       |        |
| Ultima Hora(2/2011)                           | 45% | 40%       | 6%  | 2%      | 7%     |
| Projecció d'escons                            | 7   | 6         | 0   | 0       |        |
| Ultima Hora(3/2011)                           | 43% | 40%       | 7%  | 3%      | 7%     |
| Projecció d'escons                            | 6-7 | 6         | 0-1 | 0       |        |
| Diario de Mallorca(4/2011) Projecció d'escons | 6-7 | 6         | 0-1 |         |        |

## Resultats
| Partit                                     | Partit                                  | Vots   | %     | Escons | +/– |  |
| ------------------------------------------ | --------------------------------------- | ------ | ----- | ------ | --- |  |
|                                            | Partit Popular                          | 17.781 | 46,82 | 8      | 2   |  |
|                                            | Partit Socialista de les Illes Balears  | 9.762  | 25,71 | 4      | 2   |  |
|                                            | Partit Socialista de Menorca            | 4.237  | 11,16 | 1      | =   |  |
|                                            |                                         |        |       |        |     |  |
|                                            | Esquerra de Menorca-Esquerra Unida      | 1.598  | 4,21  | 0      | =   |  |
|                                            | Unió Menorquina                         | 1.067  | 2,81  | 0      | =   |  |
|                                            | Ciudadanos en Blanco                    | 840    | 2,21  | 0      | =   |  |
|                                            | Els Verds de Menorca                    | 683    | 1,80  | 0      | =   |  |
|                                            | Unió des Poble de Ciutadella de Menorca | 467    | 1,23  | 0      | Nou |  |
|                                            | Unió, Progrés i Democràcia              | 392    | 1,03  | 0      | Nou |  |
| Total                                      | Total                                   | 36.827 | n/a   | 13     | =   |  |
|                                            |                                         |        |       |        |     |  |
| Vots vàlids                                | Vots vàlids                             | 37.975 | n/a   |        |     |  |
| Vots nuls                                  | Vots nuls                               | 632    | n/a   |        |     |  |
| Participació                               | Participació                            | 38.607 | 60,19 |        |     |  |
| Cens                                       | Cens                                    | 64.139 |       |        |     |  |
| Font: Junta Electoral de les Illes Balears |                                         |        |       |        |     |  |